# KSZ E 101–106
Als KSZ E 101–106 wurden kleine zweiachsige Elektrolokomotiven mit Mittelführerstand bezeichnet, die 1913 bis 1919 von AEG hergestellt und im Rangier- sowie Güterverkehr bei der Kleinbahn Siegburg–Zündorf (KSZ) eingesetzt wurden.
Die Maschinen 101 und 102 wurden 1919 an die Kleinbahn Wesel–Rees–Emmerich abgegeben, die anderen waren bis zum Ende des elektrischen Betriebes 1966 im Einsatz. Danach wurden sie bis auf die KSZ E 103, die zu den Bahnen der Stadt Monheim kam, bei der KSZ abgestellt und bis 1969 verschrottet. Die Lokomotive E 103 wurde 1981 an die Salzburger Lokalbahn abgegeben, wo sie bis 2024 eingesetzt war. 2024 kam sie zurück nach Leverkusen, wo sie museal aufgestellt werden soll.

## Geschichte und Einsatz
Die Lokomotiven sind der Standardtyp aus der Anfangszeit der elektrischen Lokomotiven in Deutschland. Sie wurden von der RWE bestellt, die in Nordrhein-Westfalen etwa 20 verschiedene Bahnen betrieb.:280
Ähnliche Lokomotiven, die auch aus der Zeit stammen, waren:
- LMH 1 der Bahnen der Stadt Monheim
- Gummersbacher Kleinbahnen Nummer 3 aus dem Jahr 1913,[3]:317
- Siegener Kreisbahn Nummer 1–2 aus dem Jahr 1908,[3]:342
- Kleinbahn Opladen–Lützenkirchen Nummer 101–102 aus den Jahren 1908 bzw. 1913,[2]:29
- Iserlohner Kreisbahn Nummer 15–18 aus den Jahren 1916 bis 1927,[2]:120
- Kleinbahn Wesel–Rees–Emmerich Nummer 14–16 aus dem Jahr 1914.[2]:294

Die Lokomotiven KSZ E 101–106 führten auf der Kleinbahn Siegburg–Zündorf und auf der Wahner Straßenbahn den Güterverkehr durch. Dazu hatten sie  Zug- und Stoßeinrichtungen sowie Bremseinrichtungen nach den Eisenbahnvorschriften sowie für den Verkehr auf Straßenbahngleisen seitliche Fahrtrichtungsanzeiger und Abstandsstangen.
Die KSZ 101–102 wurden 1919 an die Kleinbahn Wesel–Rees–Emmerich abgegeben, die KSZ 103 kam nach der Betriebseinstellung zu den Bahnen der Stadt Monheim. Dort erhielt sie die Nummer 14 und ging 1981 an die Salzburger Verkehrsbetriebe als SVB E 11.

## Technik
Die Lokomotiven besaßen einen einfachen Blechrahmen aus dem Dampflokbau als Außenrahmen, um die damals voluminösen Gleichstrommotoren unterzubringen. Die Radsatzfederung erfolgte mittels oben liegender Blattfeder. Anfangs waren die Loks mit Stangenpuffer ausgerüstet, später wurden sie durch Hülsenpuffer ersetzt. In den kleinen abgeschrägten Vorbauten waren Klemmleisten, Drucklufterzeuger und sonstige Anlagen untergebracht. Beide Achsen wurden gebremst. Die Sandkästen lagen vor den Antriebsachsen. Das Führerhaus war groß und geräumig.